# 小行星5907
小行星5907（英語：5907 Rhigmus）是一颗围绕太阳公转的小行星。1989年10月2日，舒爾特·巴斯在托洛洛山发现了此天体。
这颗小行星的绝对星等为141.46305等。小行星5907以希臘神話的人物里格穆斯（Rhigmus）命名。